# Radio Silence Productions
Radio Silence Productions es una productora de cine y televisión estadounidense, fundada en 2011 por Matt Bettinelli-Olpin, Tyler Gillett, Justin Martinez y Chad Villella .  El grupo es conocido por las películas de terror Ready or Not, Scream y Scream VI, así como por su trabajo anterior juntos como Chad, Matt & Rob .   

## Miembros
Radio Silence fue formada en 2011 por Matt Bettinelli-Olpin, Tyler Gillett, Justin Martinez y Chad Villella . El colectivo había trabajado juntos anteriormente como Chad, Matt y Rob y eran conocidos por su combinación de comedia, aventuras, ciencia ficción y terror. Martínez luego abandonó el grupo. 
- Matt Bettinelli-Olpin es originario de Oakland, CA. Es el guitarrista fundador de la banda de punk Link 80 y se graduó de la Universidad de California, Santa Cruz .
- Tyler Gillett es originario de Flagstaff, AZ y se graduó de la Universidad de Arizona .
- Chad Villella es originario de Punxsutawney, Pensilvania. Es un graduado de Mercyhurst College y miembro original del Centro de Análisis y Capacitación en Investigación de Información ( CIRAT ).

## Película

### V/H/S
El segmento Radio Silence de V/H/S titulado 31/10/98 está ambientado en Halloween cuando un grupo de amigos van en busca de una fiesta de Halloween. Según una entrevista con Complex, Radio Silence pasó al redil V/H/S después de que el productor Brad Miska viera Mountain Devil Prank Fails Horrively . Su segmento se rodó durante cuatro días en Los Ángeles en agosto de 2011. 
La película fue comprada en el Festival de Cine de Sundance de 2012 por Magnolia Pictures por poco más de 1 millón de dólares.  El estreno en cines limitado comenzó el 5 de octubre de 2012 en Estados Unidos y el 1 de noviembre de 2012 en Argentina. Se lanzó en DVD, Blu-ray y descarga digital el 4 de diciembre de 2012, y se lanzó una versión VHS de edición limitada el 5 de febrero de 2013.

### Devil's Due
En 2014, la película de terror del grupo Devil's Due fue estrenada el 17 de enero de 2014 por 20th Century Fox . Realizada con 7 millones de dólares, la película recaudó 36,9 millones de dólares. El director Eli Roth expresó su apoyo a la película y en una serie de publicaciones en su cuenta oficial de Twitter escribió: "No prejuzguen a Devil's Due porque Rosemary's Baby es una película del 'santo grial'. Es tan inteligente, creativa, Inventiva y divertida. Los chicos de Radio Silence lo hicieron. Devil's Due es una película de terror auténtica, aterradora e inteligente.   Scott Weinberg de Fearnet describió la película como "un homenaje oscuramente apasionado a Rosemary's Baby, las similitudes son a la vez intencionales y afectuosas". 

### Southbound
Southbound se estrenó en el Festival Internacional de Cine de Toronto de 2015 y se estrenó en cines por Orchard el 5 de febrero de 2016.  Neil Genzlinger , del New York Times ' le dio a la película una crítica positiva y escribió: "Sus cinco segmentos hacen lo que se supone que deben hacer: inquietarte, pero como beneficio adicional, también te dejan con ganas de más. Son más fragmentos que historias completas"., y lo incompleto es su propio tipo de espeluznante. Los realizadores no buscan historias ordenadas, claramente conectadas y concluidas. Saben que la mente humana encuentra los cabos sueltos inquietantes". Richard Roeper del Chicago Sun-Times, quien escribió que "Es una de las películas más inteligentes y aterradoras de los últimos tiempos"   y David Ehrlich ' Rolling Stone escribió que la película era "Como episodios de Twilight Zone que Un Rod Serling horneado podría haber escrito después de ver Carnival of Souls, estos capítulos son inquietantes hasta el extremo y lo suficientemente sórdidos como para hacerte sentir como si estuvieras viendo algo que nunca debiste ver. Se te mete en la piel porque sabe que existe. No hay nada más aterrador que darte cuenta de que, no importa qué tan lejos conduzcas, el mal en tu espejo retrovisor siempre está más cerca de lo que parece". 

### Ready or Not
Ready or Not es una película de terror de comedia negra estadounidense de 2019 dirigida por Matt Bettinelli-Olpin y Tyler Gillett a partir de un guion de Guy Busick y R. Christopher Murphy. La película está protagonizada por Samara Weaving como una recién casada que es perseguida por la familia de su cónyuge como parte del ritual de su noche de bodas. Mark O'Brien interpreta a su marido, con Adam Brody, Henry Czerny y Andie MacDowell como miembros de su familia. Ready or Not tuvo su estreno mundial en el Festival Internacional de Cine Fantasia el 27 de julio de 2019 y fue estrenada en cines el 21 de agosto de 2019 por Fox Searchlight Pictures . Recaudó más de 57 millones de dólares con un presupuesto de 6 millones de dólares, lo que generó poco menos de 29 millones tanto a nivel nacional como internacional.  La película ha recibido críticas generalmente positivas de los críticos, por su mezcla de humor subversivo y emociones que agradan al público. 

### Phobias
Phobias es una película de terror de antología de 2021 que fue producida ejecutivamente por Radio Silence y fue lanzada el 19 de marzo de 2021 por Vertical Entertainment . 

### V/H/S/94
En junio de 2020, se anunció que se estaba desarrollando un reinicio de la franquicia V/H/S, con una cuarta entrega titulada V/H/S/94 .  La película tuvo su estreno mundial en el Fantastic Fest el 26 de septiembre de 2021.  La película se estrenó en Shudder el 6 de octubre de 2021.

### Scream(2022)
En marzo de 2020, se anunció que Matt Bettinelli-Olpin y Tyler Gillett dirigirían y Chad Villella sería el productor ejecutivo de la quinta entrega de la franquicia Scream y que la película estaba actualmente en desarrollo.   En junio de 2020, Variety informó que la película sería distribuida por Paramount Pictures .  La película se estrenó el 14 de enero de 2022. 

### V/H/S/99
V/H/S/99 es una película de terror de antología de 2022 coproducida por Radio Silence y lanzada el 20 de octubre de 2022 por Shudder. 

### Scream VI
Scream VI, una secuela de la película de 2022, fue estrenada el 10 de marzo de 2023 por Paramount Pictures. 

### V/H/S/85
V/H/S/85 es una película de terror antológica de 2023 producida por Radio Silence y cuyo estreno está previsto para 2023 por Shudder. 

### Escape from New York
El 17 de noviembre de 2022, se reveló que Radio Silence dirigiría una secuela de Escape from New York, con Andrew Rona, Alex Heineman y Radio Silence como productores, y John Carpenter como productor ejecutivo. La película será estrenada por 20th Century Studios . 

## Digital

### Chad, Matt y Rob
El grupo trabajó juntos por primera vez en una serie de aventuras interactivas y un cortometraje de metraje encontrado llamado Mountain Devil Prank Fails Horrively para el sitio web Chad, Matt &amp; Rob .  

### The Crawl
En Halloween de 2016, el trío estrenó su primer podcast titulado The Crawl con Radio Silence, descrito como "Conversaciones en profundidad con artistas de cine y televisión de todo tipo para una mirada detrás de escena de algunas de las carreras más interesantes y pasadas por alto en el entretenimiento. ". The Crawl está copresentado por Thom Newell y grabado y editado por Anselm Kennedy. 

## Filmografía

### Películas
| Lanzamiento           | Título                                             | Director                                                                                | Distribución             |
| --------------------- | -------------------------------------------------- | --------------------------------------------------------------------------------------- | ------------------------ |
| 5 de octubre de 2012  | V/H/S                                              | Adam Wingard David Bruckner Ti West Glenn McQuaid Joe Swanberg Radio Silence            | Magnet Releasing         |
| 17 de enero de 2014   | Devil's Due                                        | Matt Bettinelli-Olpin Tyler Gillett                                                     | 20th Century Fox         |
| 5 de febrero de 2016  | Southbound                                         | Roxanne Benjamin David Bruckner Patrick Horvath Radio Silence                           | The Orchard              |
| 21 de agosto de 2019  | Ready or Not                                       | Matt Bettinelli-Olpin Tyler Gillett                                                     | Fox Searchlight Pictures |
| 19 de marzo de 2021   | Phobias                                            | Camilla Belle Maritte Lee Go Chris von Hoffmann Joe Sill Jess Varley                    | Vertical Entertainment   |
| 6 de octubre de 2021  | V/H/S/94                                           | Jennifer Reeder Chloe Okuno Simon Barrett Timo Tjahjanto Ryan Prows Steven Kostanski    | Shudder                  |
| 14 de enero de 2022   | Scream                                             | Matt Bettinelli-Olpin Tyler Gillett                                                     | Paramount Pictures       |
| 20 de octubre de 2022 | V/H/S/99                                           | Johannes Roberts Vanessa Winter Joseph Winter Maggie Levin Tyler MacIntyre Flying Lotus | Shudder                  |
| 10 de marzo de 2023   | Scream VI                                          | Matt Bettinelli-Olpin Tyler Gillett                                                     | Paramount Pictures       |
| 6 de octubre de 2023  | V/H/S/85                                           | David Bruckner Scott Derrickson Gigi Saul Guerrero Natasha Kermani Mike P. Nelson       | Shudder                  |
| 19 de abril de 2024   | Abigail                                            | Matt Bettinelli-Olpin Tyler Gillett                                                     | Universal Pictures       |
| 23 de mayo de 2025    | Fountain of Youth                                  | Guy Ritchie                                                                             | Apple TV+                |
| 20 de junio de 2025   | Found Footage: The Making of the Patterson Project | Max Tzannes                                                                             | Vertical Entertainment   |

### Próximos proyectos
| Lanzamiento         | Título                      | Director                            | Distribución         |
| ------------------- | --------------------------- | ----------------------------------- | -------------------- |
| 10 de abril de 2026 | Ready or Not 2: Here I Come | Matt Bettinelli-Olpin Tyler Gillett | Searchlight Pictures |

### En desarrollo
| Título               | Director                            | Distribución         |
| -------------------- | ----------------------------------- | -------------------- |
| Escape from New York | Radio Silence                       | 20th Century Studios |
| The Ice Beneath Her  | Matt Bettinelli-Olpin Tyler Gillett | STX Entertainment    |
| Reunion              | Matt Bettinelli-Olpin Tyler Gillett | Metro-Goldwyn-Mayer  |

## Televisión

### En desarrollo
| Año | Serie                  | Creadores     | Redes |
| --- | ---------------------- | ------------- | ----- |
| TBA | The Butcher & the Wren | Jennifer Yale | N/A   |